# Theodor-Heuss-Schule (Offenbach am Main)
Die Theodor-Heuss-Schule in Offenbach am Main ist eine kaufmännische Berufsschule mit rund 2000 Schülern. Namensgeber der Schule ist der ehemalige Bundespräsident Theodor Heuss.

## Geschichte
Als Vorläufer der Theodor-Heuss-Schule wurde im Juni 1884 die Kaufmännische Fortbildungsschule der Handelskammer zu Offenbach mit zwei Klassenräumen im Altgräfinnenhaus (Glockengasse 56) gegründet. Sie war somit landesweit die erste Einrichtung, die eine schulische Ausbildung kaufmännischer Lehrlinge anbot.
Schon zwei Jahre nach der Gründung erwiesen sich Räumlichkeiten als zu klein, und die Schule zog in den kommenden Jahren mehrfach innerhalb der Offenbacher Altstadt um, bis sie 1907 im Hinterhaus des Grundstücks Kaiserstraße 28, dem damaligen Sitz der Handelskammer, ein eigens für sie errichtetes Schulgebäude erhielt.
Die Finanzierung des Schulbetriebs wurde in den ersten Jahren über Schulgeld, Beiträge der Handelskammer und Spenden aufrechterhalten, ab 1887/1888 steuerte die Stadt Offenbach finanzielle Mittel bei und ab dem Jahr 1902 wurde die Schule durch Zuschüsse des Großherzogtums Hessen unterstützt.
Von 1884 bis 1914 stieg die Schülerzahl von zunächst 56 auf 331, ging dann während des Ersten Weltkriegs auf 220 zurück. Die ersten weiblichen Lehrlinge wurden ab dem Jahre 1909 an der Schule aufgenommen.

### 1920 bis 1950
1920 wurde die Schule von der Stadt Offenbach übernommen.
Im Jahr 1922 erhielt die Schule mit der Einführung der Höheren Handelsschule ihren ersten hauptamtlichen Schulleiter. Wegen Raummangels zog sie im Jahre 1933 zunächst an die Hospitalstraße um und nutzte ab 1938 das Gebäude der ehemaligen Mädchenrealschule auf das Gelände des heutigen Rathauses, Berliner Straße 100. Als das Schulgebäude am 18. März 1944 durch einen Luftangriff zerstört wurde, konnte der Schulbetrieb noch für einige Monate notdürftig in Luftschutzbunkern aufrechterhalten werden, bis er im Herbst des gleichen Jahres eingestellt wurde. Erst mit der Neueröffnung der Schule im Jahr 1946 im Gebäude der Albert-Schweitzer-Schule wurde der Unterricht wieder aufgenommen.

### Ab 1950
Im Jahr 1956 wurde die Schule in das Gebäude der ehemaligen Oberschule für Mädchen, Geleitstraße 18, verlegt. 1966 benannte man die Kaufmännische Fortbildungsschule in „Theodor-Heuss-Schule“ um, nach dem ersten deutschen Bundespräsidenten Theodor Heuss, der in dem Jahr der Schulgründung geboren wurde. Bereits fünf Jahre zuvor erhielt die Schule das Recht, die mittlere Reife zu verleihen. Kurz darauf, im Jahre 1968, führte man ebenfalls das Berufliche Gymnasium ein.
Die Schule zog in den Jahren 1972 und 1973 an ihren jetzigen Standort auf den Buchhügel um. Im Laufe der Jahre wurde 1984/1985 die Berufsschule für Fremdsprachensekretariat und 1996 die einjährige Fachoberschule eingeführt. 1998 begann eine Kooperation mit der August-Bebel-Schule für IT-Berufe.
2011 begannen Umbauarbeiten, in deren Umfang sowohl ein neues Schulgebäude und eine Turnhalle gebaut, als auch das alte Schulgebäude renoviert wurden.

## Konzept und Aufbau
Zur Theodor-Heuss-Schule zählen das Berufliche Gymnasium in den Fachrichtungen Wirtschaft, Gesundheit und Erziehungswissenschaft, die Fachoberschule mit Fachrichtungen Wirtschaftsinformatik, Wirtschaft/Verwaltung und Gesundheit, die zweijährige Höhere Berufsfachschule für das Fremdsprachensekretariat und die Informationsverarbeitung, die einjährige Berufsfachschule – Höhere Handelsschule –, die Berufsfachschule zum Übergang in die Ausbildung, die Maßnahme der Arbeitsverwaltung und die Berufsschule. Die Schule ist eine Selbstständige Berufliche Schule (SBS).
Im Jahr 2006 begannen an der Schule unter dem Motto „Interkulturelles Lernen – damit Bildung gelingt“  Projekte mit dem Ziel der Multikulturalität Rechnung zu tragen. In diesem Rahmen erhielt das Schulprojekt „Verschiedenheit achten – Gemeinschaft stärken“ 2011 den Hildegard Hamm-Brücher-Förderpreis für einen wichtigen Beitrag zur Integration und Verständigung von Menschen vieler Nationalitäten, verschiedener Religionen und unterschiedlicher sozialer Schichten.

## Schüler

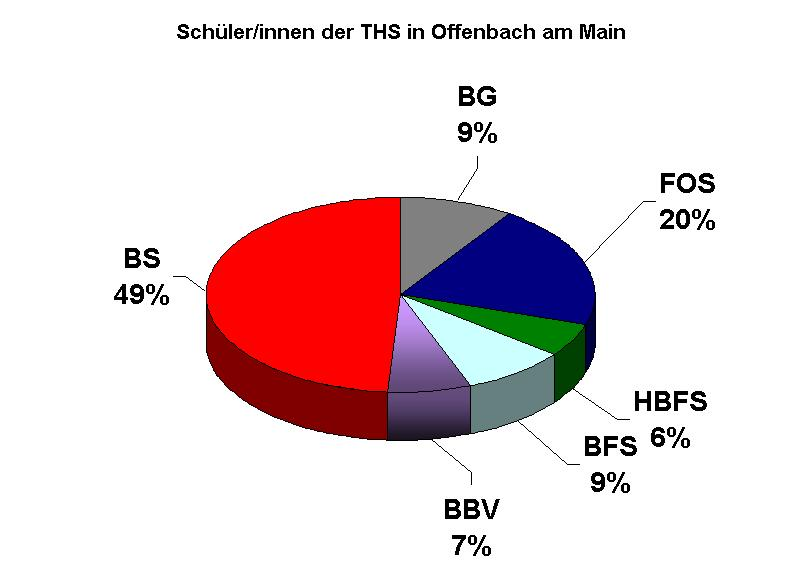
Anteile der besuchten Bildungswege

Die Theodor-Heuss-Schule besuchen im Jahre 2013 insgesamt 2053 Schüler, davon sind 51 % im Vollzeitbereich und 49 % im Teilzeitbereich (Auszubildende).
Der Anteil der ausländischen Schüler liegt bei 41 %.

## Gebäude
Die Schüler der Theodor-Heuss-Schule sind in 3 Gebäuden untergebracht. Neben einem Altbau (seit 1972, Umbauarbeiten seit 2011, Nutzung ausschließlich von Theodor-Heuss-Schülern) gibt es einen Neubau (Fertigstellung Sommer 2012, Nutzung von Theodor-Heuss und Käthe-Kollwitz-Schülern) sowie die Käthe-Kollwitz-Schule (Nutzung von Theodor-Heuss und Käthe-Kollwitz-Schülern).
Die Schule besitzt eine eigene Sporthalle (Fertigstellung 2012), eigene Parkplätze für Lehrer und Schüler, ein „offenes Klassenzimmer“, einen Kiosk, ein Bistro, einen Office- und Ökoshop („Tasty Theo“).

## Angebot

### Schulisches Angebot
- Berufliches Gymnasium (Schwerpunkt Wirtschaft) [BG]
- Berufliches Gymnasium (Schwerpunkt Gesundheit) [BG]
- Berufliches Gymnasium (Schwerpunkt Erziehungswissenschaft) [BG]
- Fachoberschule zweijährig (Schwerpunkt Wirtschaft) [FOS]
- Fachoberschule zweijährig (Schwerpunkt Wirtschaftsinformatik) [FOS]
- Fachoberschule zweijährig (Schwerpunkt Gesundheit) [FOS]
- Fachoberschule einjährig (Schwerpunkt Wirtschaft) [FOS]
- Fachoberschule einjährig (Schwerpunkt Wirtschaftsinformatik) [FOS]
- Fachoberschule einjährig (Schwerpunkt Gesundheit) [FOS]
- Zweijährige höhere Berufsfachschule Fachrichtung Fremdsprachensekretariat [HBF]
- Zweijährige höhere Berufsfachschule Fachrichtung Informationsverarbeitung [HBI]
- Einjährige Berufsfachschule für Wirtschaft Höhere Handelsschule [HH]
- Zweijährige Berufsfachschule (Berufsfeld Wirtschaft und Verwaltung) [BFS]
- Bildungsgänge zur Berufsvorbereitung (Nachfolge BGJ) [BBV]
- Bildungsgänge zur Berufsvorbereitung  (früher: Berufsvorbereitungsjahr BVJ) [BBV]
- Bildungsmaßnahme zur beruflichen Eingliederung [BBE]
- Berufsvorbereitenden Bildungsmaßnahme [BvB]

### Ausbildungsberufe
- Einzelhandelskaufmann
- Industriekaufmann
- Bürokaufmann
- Personaldienstleistungskaufmann
- Zahnmedizinischer Fachangestellter
- Medizinischer Fachangestellter
- Rechtsanwalts- und Notarfachangestellter

### IT-Ausbildungsberufe in Kooperation mit der August-Bebel-Schule Offenbach
- IT-Systemelektroniker
- Fachinformatiker im Bereich Systemintegration
- Fachinformatiker im Bereich Anwendungsentwicklung
- IT-Systemkaufmann
- Informatikkaufmann

## Soziales Engagement

### SchülerfirmaTasty Theo

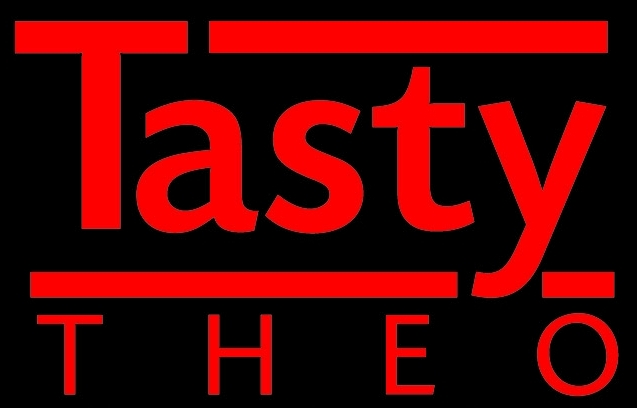
Das Logo des Schulkiosks „Tasty Theo“

In den Abteilungen der Schülerfirma Tasty Theo kann das zum Erwerb der Fachhochschulreife notwendige Jahrespraktikum abgelegt werden. Die Schüler werden in den fünf Bereichen Verwaltung, Kiosk, Bistro, Öko-Shop und Warenhaus/Office ausgebildet. Nicht nur im Öko-Shop werden Produkte aus biologischem Anbau angeboten, sodass der Bioanteil vom Gesamtumsatz bei etwa 20 % liegt.

### Migrationsberatung
Seit 2006/2007 existiert die stark unterstützte Migrationsberatung.
Grund dafür sind die in den Jahren 2005 und 2006 durchgeführten Fortbildungen zum Thema psychosoziale Situationen von Jugendlichen und die Folgen von Flucht und Trauma für das Kollegium der Theodor-Heuss-Schule.
Folgende Problemfelder wurden an der Theodor-Heuss-Schule festgestellt:
- Hoher Anteil an Schülern mit Migrationshintergrund
- Schüler haben nur wenig Unterstützung in ihrer schulischen Laufbahn und in der Berufsvorbereitung
- Eltern sind sich nicht im Klaren über das Schulsystem oder über ihre Rechte
- Migrantenkinder stehen 2 Erziehungsstilen gegenüber: Autoritär und demokratisch

Diese Problemfelder verursachen Konflikte unter den Schülern und die Schüler werden auffälliger.
Sie stören den Unterricht, werden aggressiv oder sind intolerant und abwertend gegenüber anderen Menschen.
Die Migrationsberatung soll dort ansetzen und die Probleme lösen. Das Projekt hat verschiedene Ziele:
- Schüler sollen Ursachen von Konflikten verstehen
- Sie sollen Lösungsstrategien entwickeln
- Schüler sollen ihre positiven Werte sehen und sie im Schulalltag einbringen
- Andere Ethnien wertschätzen
- Versetzungsgefährdete bekommen Unterstützung
- Schüler sollen sich kreativ und kooperativ zeigen
- Eltern sollen verstärkt informiert werden über das Schulgeschehen
- Eltern sollen Anregungen bekommen, damit sie ihre Kinder trotz schlechtem Deutsch schulisch begleiten können
- Eltern sollen erkennen, dass ihre Werte eine Bereicherung für die Allgemeinheit sind

Diese Ziele sollen mit drei Bausteinen erreicht werden. Es soll Erstens eine Schülerberatung geben, Zweitens eine Elternberatung und Drittens eine Rücksprache mit den Lehrern geben.
Die Schüler sollen so einen erfolgreichen Schulabschluss erreichen, das Selbstwertgefühl stärken und die Identität fördern. Des Weiteren soll dadurch die Lehrer-Schüler-Beziehung gestärkt werden.

### Soziales Lernen
Im Kontext einer gewalt- und suchtmittelfreien Schule wird Soziales Lernen im Jahr 1996 in der Theodor-Heuss-Schule als ein lösungsorientierter Ansatz eingeführt. Durch gezieltes Sozialkompetenztraining sollen im Besonderen sozial benachteiligte und/oder verhaltensauffällige Schülerinnen und Schüler dabei unterstützt werden, ihr Leben aktiv und selbstverantwortlich zu gestalten. Im Sinne der Resilienzpädagogik werden die Schüler hierbei durch die Entwicklung und Förderung wichtiger Lebenskompetenzen bei ihrer Identitätsfindung aktiv unterstützt und dadurch in ihrem Selbstwert gestärkt. Das Erkennen und die Wertschätzung der eigenen Fähigkeiten und Fertigkeiten sowie die bewusste Wahrnehmung und Akzeptanz des eigenen Körpers bilden hierbei unabdingbare Voraussetzungen. Durch das Trainieren ihrer sozialer Kompetenzen lernen die Schüler ihre eigene Persönlichkeit kennen und sie weiterzuentwickeln. Ihnen werden Wege aufgezeigt, die Verantwortung für sich selbst und für ihr Handeln zu übernehmen und entsprechend selbstorganisiert zu lernen. Ziel ist es, Freude an der Leistung zu empfinden und Hindernisse als Herausforderung zu verstehen.
Dieser Lebenskompetenzansatz stellt dementsprechend nicht nur die Grundlage der modernen Sucht- und Gewaltprävention dar, sondern wirkt sich auch positiv auf das Unterrichtsgeschehen und die Lernerfolge aus.

### Qualifizierte berufspädagogische Ausbildungsbegleitung in Berufsschule und Betrieb
Das Projekt Qualifizierte berufspädagogische Ausbildungsbegleitung in Berufsschule und Betrieb (kurz: QuABB) begleitet und berät Schüler während der Ausbildungszeit in ihrer Schulzeit, da es nicht immer einfach ist, einen Ausbildungsplatz zu finden und diesen abzuschließen.

### Interreligiöses Projekt
Unter dem Motto Interkulturelles Lernen – damit Bildung gelingt finden seit dem Jahr 2006 viele Projekte rund um das Thema Multikulturalität statt. Neben verschiedenen Teilprojekten wie zum Beispiel denn Info- und Kulturabenden, Migrationsberatung in der Schule und interkultureller Seelsorge liegt der Schwerpunkt im gemischten Religionsunterricht. Hier werden Muslime, Katholiken, Protestanten und Atheisten gemeinsam unterrichtet. Dieses in Deutschland fast einzigartige Projekt der Theodor-Heuss-Schule hat den Titel Verschiedenheit achten – Gemeinschaft stärken.

### Sozialarbeiter
Die Sozialarbeiter an der Theodor-Heuss-Schule helfen bei der Vermittlung an Beratungsstellen und Hilfezentren (Jugendamt, Ausländerbehörde usw.). Zudem helfen sie bei Drogen- und Suchtproblemen. Jeder Schüler kann sich freiwillig an die Sozialarbeiter wenden oder ein Lehrer hilft ihm bei der Kontaktaufnahme mit den Sozialarbeitern.
Die Lehrkräfte stehen im engen Kontakt zu den Sozialarbeitern.

### Förderunterricht
Durch den Förderunterricht sollen Auszubildende, meist aus dem Einzelhandel, ihren Hauptschulabschluss verbessern. Durch diesen Unterricht können die Schüler eine zusätzliche Qualifikation für ihre mittlere Reife erreichen.

### Nachhilfe – Schüler helfen Schüler
Die Schülervertretung (SV) hat, aufgrund der hohen Durchfallquote der Berufsfachschüler in den Abschlussprüfungen zur mittleren Reife, eine Nachhilfeaktion ins Leben gerufen. Die Schülernachhilfe wird von den SV-Mitgliedern geleitet und zusammen mit freiwilligen Mitschülern durchgeführt.

### Cafeteria
Die Cafeteria wird nicht ausschließlich von der Theodor–Heuss-Schule genutzt, sondern auch von der Käthe-Kollwitz-Schule und von der Buchhügelgrundschule. An der Cafeteria können Schüler ein Jahrespraktikum absolvieren, mit dem man dann die Fachhochschulreife erwerben kann. Die Cafeteria wird täglich von zirka 400 bis 500 Schülern besucht.

### Schülerzeitung
Der THS Newsletter erscheint zwei bis drei Mal im Jahr, die Erstausgabe erschien im November 2006. Sie informiert Schüler, Eltern, Lehrkräfte und Ausbildungsbetriebe über die Neuigkeiten an der Schule. Die Artikel im Heft sind ebenfalls auf der Homepage der Theodor-Heuss-Schule aufrufbar. Die Verantwortlichen für den THS Newsletter sind Lehrer sowie Schüler aus verschiedenen Jahrgängen und Schulformen.

### Partnerschulen
- Slowakei, Košice: Sukromna stredna odborna skola ekonomika TERCIUM
- Österreich, Bad Ischl: Höhere Bundeslehranstalt für wirtschaftliche Berufe Bad Ischl
- Polen, Grodzisk Wielkopolski: Zepól Szkót Ponadgimnazjalnch
- Frankreich, Bain De Bretagne: Lycee Professionnel Prive Saint Yves
- Türkei, Antalya/Serik: Kiz teknik ve meslek lisesi

- Kooperationsschule: August-Bebel-Schule, Offenbach am Main

## Persönlichkeiten
- Harald Habermann (* 1951): Ehemaliges Mitglied des Hessischen Landtags[4]
- Gerhard Grandke (* 1954): Ehemaliger Oberbürgermeister in Offenbach am Main
- Cornelia Hanisch (* 1952): Vizemeisterin im Fechten 1977 in Buenos Aires, Weltmeisterin in Clermont Ferrand 1981, 1985 „Sportlerin des Jahres“
- Pascal Behrenbruch (* 1985): Zehnkampfeuropameister 2012 in Helsinki